# Pheronema pseudogiganteum
Pheronema pseudogiganteum är en svampdjursart som beskrevs av Konstantin R. Tabachnick och Claude Lévi 2000. Pheronema pseudogiganteum ingår i släktet Pheronema och familjen Pheronematidae.
Artens utbredningsområde är havet kring Nya Kaledonien. Inga underarter finns listade i Catalogue of Life.